# Lenarcice
Lenarcice  (deutsch Geppersdorf, auch Preußisch Geppersdorf, tschechisch Linhartovy) ist eine Ortschaft in Oberschlesien. Der Ort liegt in der Gmina Głubczyce im Powiat Głubczycki in der Woiwodschaft Oppeln in Polen.

## Geographie

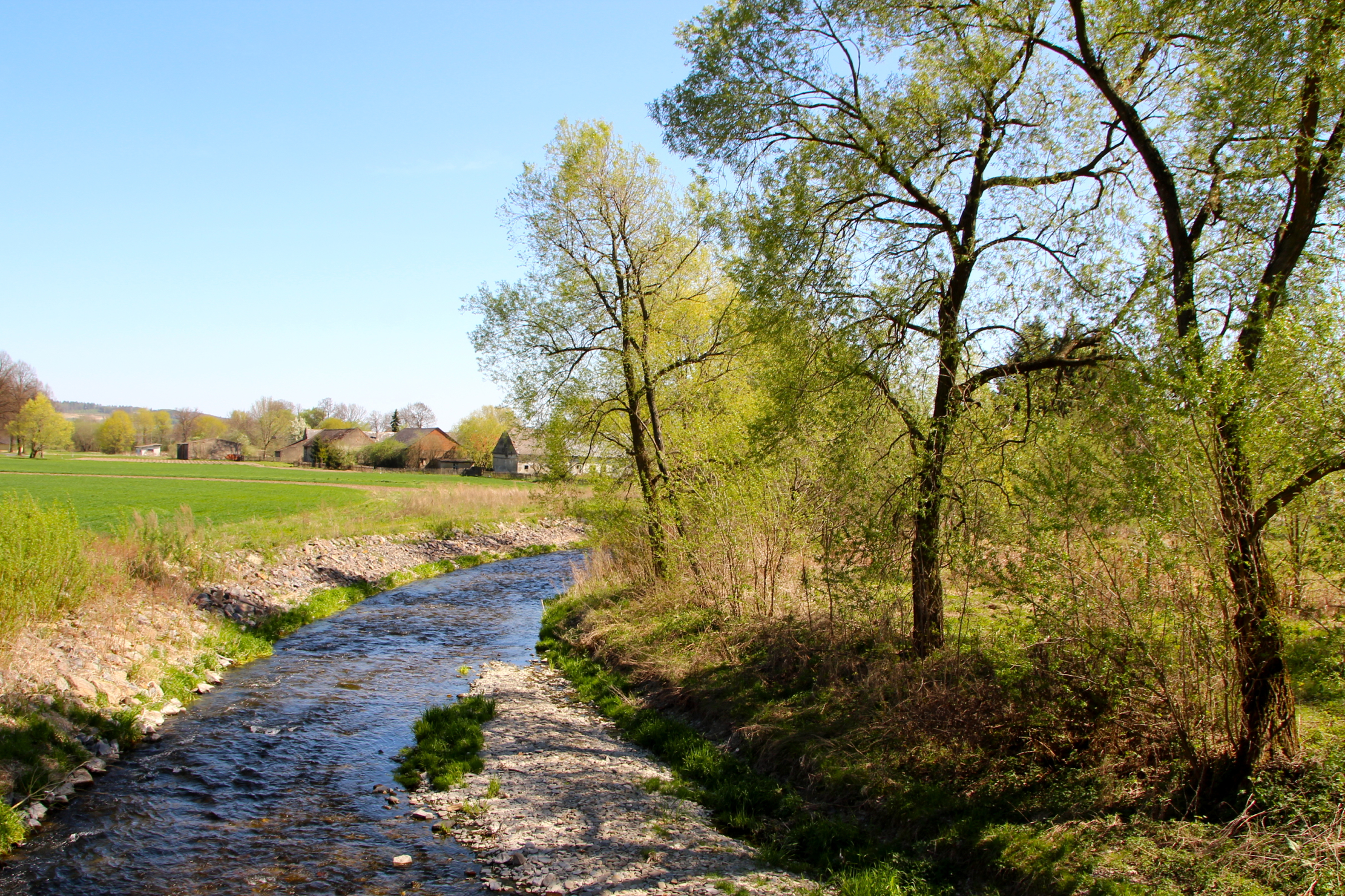
Die Goldoppa bei Lenarcice

### Geographische Lage
Das Waldhufendorf Lenarcice liegt 21 Kilometer südwestlich der Kreisstadt und des Gemeindesitzes Głubczyce (Leobschütz) sowie 75 Kilometer südwestlich der Woiwodschaftshauptstadt Opole (Oppeln). Der Ort liegt in der Nizina Śląska (Schlesische Tiefebene) innerhalb der Płaskowyż Głubczycki (Leobschützer Lößhügelland). Lenarcice liegt direkt an der Grenze zu Tschechien am rechten Ufer der Goldoppa (poln. Opawica) am südöstlichen Ausläufer des Zuckmanteler Berglands. Zusammen mit dem Ort Linhartovy, heute ein Stadtteil von der Gemeinde Město Albrechtice und von dem es durch die polnisch-tschechische Grenze getrennt ist, bildete es einst einen gemeinsamen Ort.

### Ortsteile
Ortsteil von Lenarcice ist Podlesie (Feldhof).

### Nachbarorte
Nachbarorte von Lenarcice sind im Nordwesten Opawica (Troplowitz), im Südosten Krasne Pole (Schönwiese) sowie auf tschechischer Seite im Süden Linhartovy (Geppersdorf).

## Geschichte

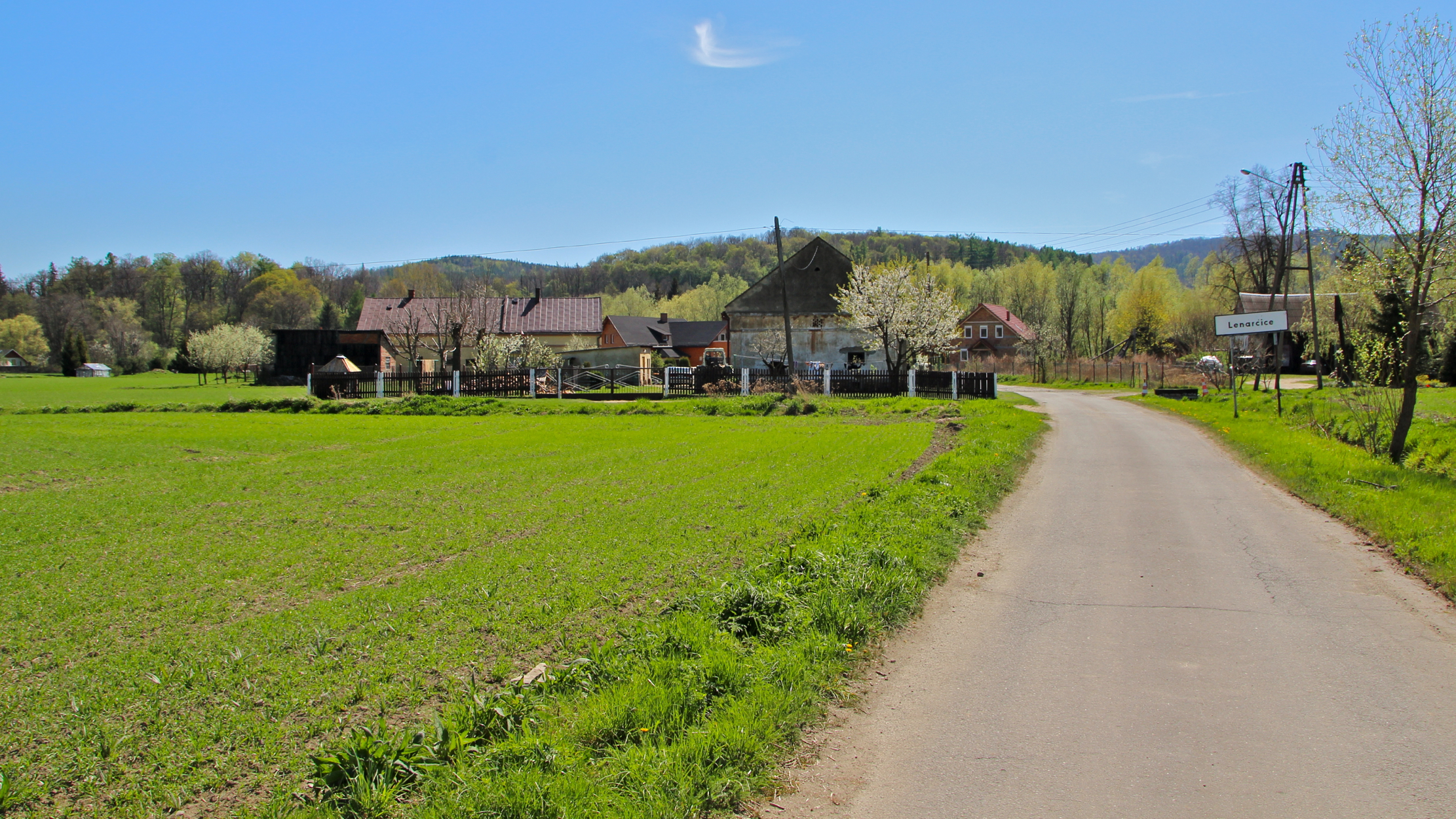
Dorfpartie

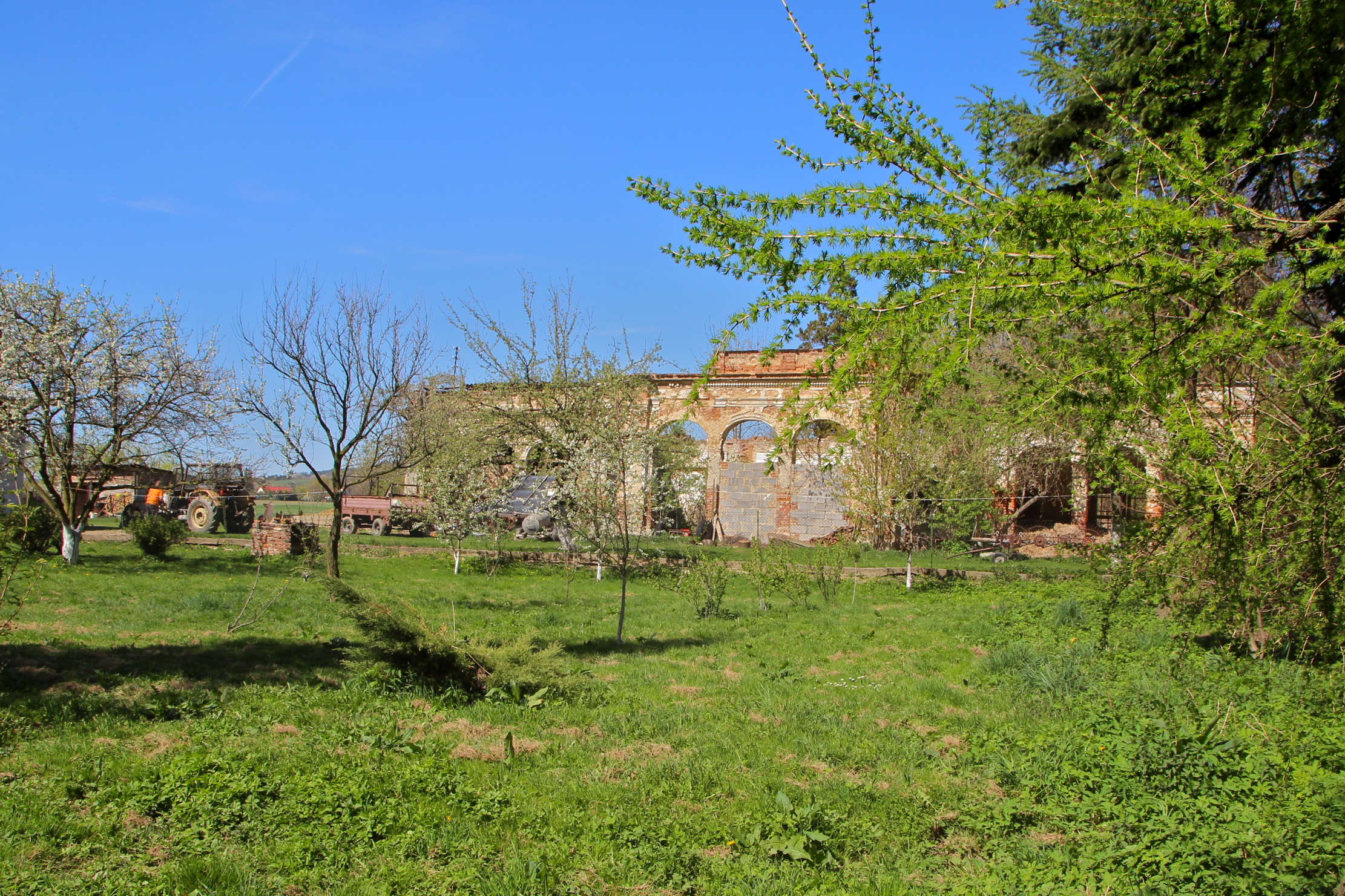
Ruine der Orangerie

Der Ort wurde 1255 erstmals als Godevridestrop erwähnt. 1275 erfolgte eine Erwähnung als Gotfridisdorf sowie 1418 Gotfriedsdorf. In der Mitte des 15. Jahrhunderts wechselte offenbar der Besitzers des Orts, sodass ab 1464 der Ortsname Lenhartowitz überliefert ist. Der Ortsname leitet sich vom Personennamen Leonhard bzw. Lenhard ab, das Dorf des Leonhards. 1466 erfolgte eine Erwähnung als na Linhartowach.
Nach dem Ersten Schlesischen Krieg 1742 fiel Geppersdorf mit dem größten Teil Schlesiens an Preußen. Im Vorfrieden von Breslau (1742) wurde vereinbart, dass Österreich Nieder- und Oberschlesien bis zur Oppa und der Goldoppa abtreten musste. Der südliche Teil von Geppersdorf, welcher am linken Ufer der Goldoppa liegt, verblieb bei Österreichisch-Schlesien.
Nach der Neuorganisation der Provinz Schlesien gehörte die Landgemeinde Geppersdorf ab 1816 zum Landkreis Leobschütz im Regierungsbezirk Oppeln. 1845 bestanden im Dorf ein Schloss, eine Wassermühle, eine Brennerei, eine Brauerei und 48 Häuser. Im gleichen Jahr lebten in Geppersdorf 293 Menschen, davon einer evangelisch. Zu Geppersdorf gehörte das Vorwerk Feldhof mit einer Schäferei. 1861 zählte Geppersdorf 12 Bauern, 19 Gärtner- und 3 Häuslerstellen. 1874 wurde der Amtsbezirk Geppersdorf gegründet, welcher die Landgemeinden Comeise, Geppersdorf und Schönwiese und die Gutsbezirken Geppersdorf und Schönwiese umfasste. Erster Amtsvorsteher war der	Rittergutsbesitzer Graf von Oppersdorff in Geppersdorf.
Bei der Volksabstimmung in Oberschlesien am 20. März 1921 stimmten in Geppersdorf 186 Personen für einen Verbleib bei Deutschland und 2 für Polen. Geppersdorf verblieb wie der gesamte Stimmkreis Leobschütz beim Deutschen Reich. 1933 zählte der Ort 223 Einwohner, 1939 wiederum 193. 1940 zerstörte ein Hochwasser mehrere Häuser im Ort. Bis 1945 gehörte der Ort zum Landkreis Leobschütz.
1945 kam der bisher deutsche Ort unter polnische Verwaltung, wurde in Lenarcice umbenannt und der Woiwodschaft Schlesien angeschlossen. Am 5. August 1946 wurde die deutsche Bevölkerung des Ortes vertrieben. 1950 wurde Lenarcice der Woiwodschaft Oppeln zugeteilt. 1999 wurde es Teil des wiedergegründeten Powiat Głubczycki.

## Sehenswürdigkeiten

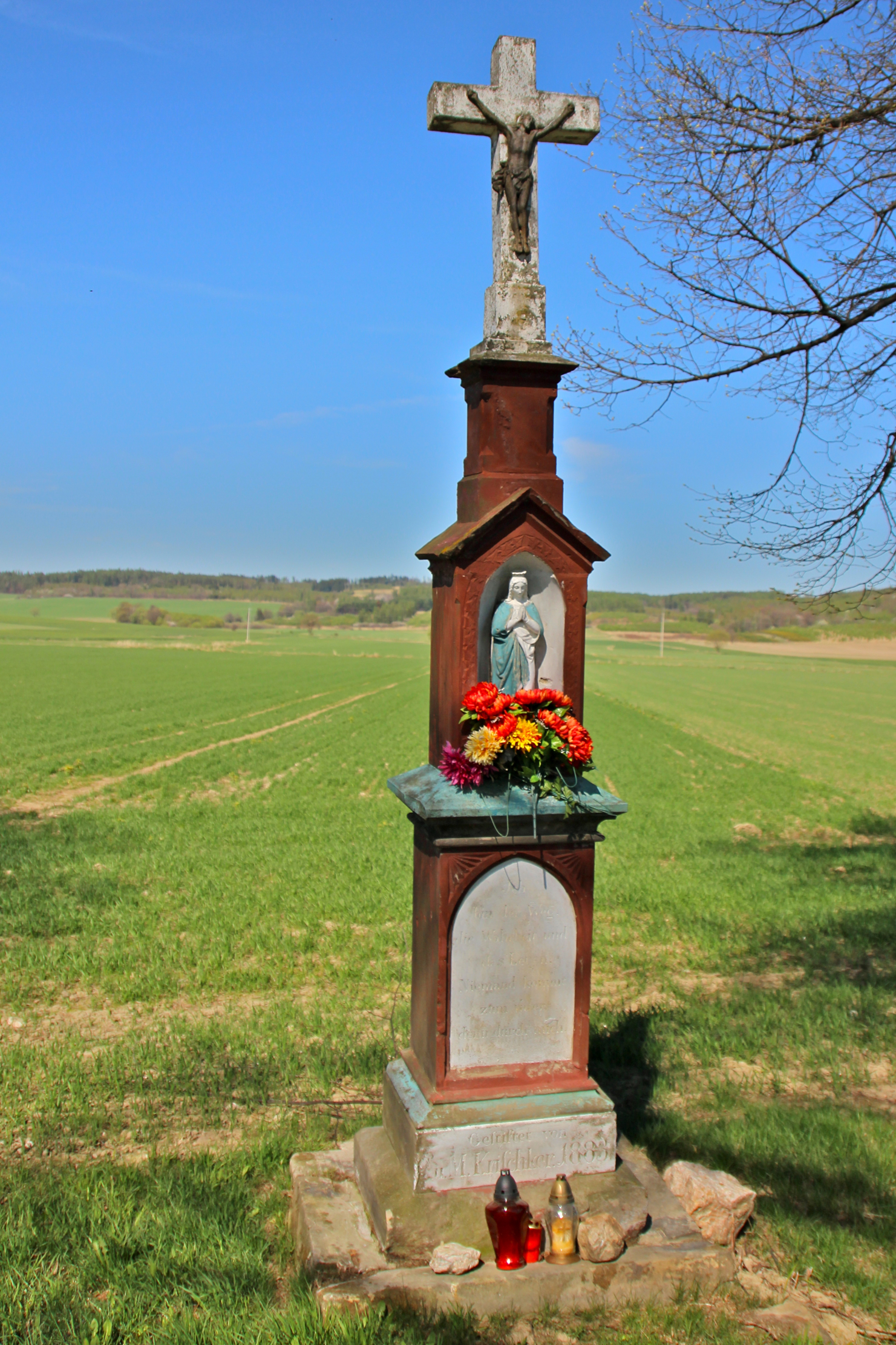
Steinernes Wegekreuz

- Das Schloss Geppersdorf (poln. Pałac Lenarcice, cs. Zámek Linhartovy) wurde im 18. Jahrhundert erbaut. Es liegt auf der tschechischen Seite. Auf polnische Seite haben sich ehemalige Bauten der gesamten Schlossanlage erhalten, darunter die Orangerie. Die Orangerie liegt im nördlichen Schlosspark, welcher im 18. und 19. Jahrhundert beidseitig der Goldoppa angelegt wurde. Die Orangerie sowie der Park stehen seit 1988 unter Denkmalschutz und befinden sich beide heute in einem ruinösen Zustand.[8]
- Steinerne Wegekapelle
- Steinernes Wegekreuz
- Lindenallee